# Polícia de Segurança Pública
La Polícia de Segurança Pública (PSP) (Polizia di Pubblica Sicurezza) è una delle due forze di polizia nazionali in Portogallo incaricate di difendere la legalità democratica, garantire la sicurezza interna e difendere i diritti dei cittadini.
Nonostante abbia diverse altre funzioni, il PSP è noto per essere la forza di sicurezza responsabile delle grandi aree urbane del Paese, poiché il controllo delle aree rurali è normalmente riservato alla Guarda Nacional Republicana, il corpo della gendarmeria nazionale.

## Storia
La Polícia de Segurança Pública ha origini piuttosto antiche risalenti ai Quadrilheiros del Medioevo, all'Intendência -Geral da Polícia da Corte e do Reino, creata nel 1780, e alla Polícia Civil, creata nel 1867. La Polícia de Segurança Pública adottò questo nome nel 1927, con la riorganizzazione dell'allora denominata Polícia Cívica, creata sotto il regno di Luigi I con il nome di Polícia Civil, subendo in seguito numerose riorganizzazioni e dando origine quindi, tra le altre, all'attuale PSP e alla Polícia Judiciária.

## Omaggi
Nel 2017 il Portogallo ha emesso una moneta commemorativa da 2 euro per celebrare i 150 anni dell'istituzione della Polícia de Segurança Pública.